# Дімітріос Негріс
Дімітріос Негріс (14 березня 1998) — грецький плавець. Учасник Чемпіонату світу з водних видів спорту 2017, де в попередніх запливах на дистанції 1500 метрів вільним стилем посів 33-тє місце і не потрапив до півфіналів. Учасник Чемпіонату світу з водних видів спорту 2019, де в попередніх запливах на дистанції 1500 метрів вільним стилем посів 27-ме місце і не потрапив до півфіналів.